# A Caminho das Terras do Sol Poente
A Caminho das Terras do Sol Poente foi o enredo apresentado pela Mocidade Unida da Glória no Carnaval de Vitória no desfile campeão de 2023. Seu samba-enredo, foi composto por Dudu Nobre e Diego Nicolau, que eram contratados pela agremiação para compor seus sambas, desde 2014. Com esse desfile, a agremiação garantiu seu oitavo título no Grupo Especial do Carnaval de Vitória.
O enredo apresentado pela agremiação, abordou a história e a origem indígena do município capixaba de Colatina. O desfile, foi marcado pela volta do carnavalesco Petterson Alves, que liderou os principais títulos da agremiação, em 2005, 2011 e 2013.
A agremiação foi a quinta a desfilar no sábado do Grupo Especial (11/02) e venceu com apenas 2 décimos de diferença da vice-campeã, Unidos de Jucutuquara, que desfilou com um enredo sobre os retirantes nordestinos.

## Antecedentes

### Retrospecto
A Mocidade Unida da Glória, foi fundada em 1980, originalmente como um bloco chamado Calção Vermelho, quando se tornou agremiação, desfilou no Carnaval de Vila Velha onde foi campeã de 1981 a 1983. 
Em 1984 decidiu desfilar em Vitória e conquistou seu primeiro título no Carnaval de Vitória, onde subiu do Grupo B para o Grupo A, com o enredo "No Reino Onde Chorar é Proibido". Mas foi em 2002 que a MUG firmou-se como uma grande agremiação quando foi vice-campeã em seu primeiro desfile no Grupo Especial, onde permaneceu até 2007, quando ficou em 13º lugar nos desfiles do ano, e foi rebaixada para o acesso. Mas logo retornou, foi campeã no acesso em 2008 com um enredo desenvolvido por Petterson Alves, e assim voltou para o Grupo Especial em 2009.
Seu último título havia sido em 2018, com o enredo "Entre confetes e serpentinas, uma paixão sem igual… Olhares que se cruzam, bocas que se beijam… Amores de carnaval", do carnavalesco Osvaldo Garcia, que fez grandes passagens em outras agremiações como a Unidos de Jucutuquara.
O desfile de 2023 marcou a volta do carnavalesco Petterson Alves para a Mocidade, o mesmo, liderou os principais títulos da agremiação, em 2005, 2011 e 2013, e também liderou o campeonato da escola no acesso, em 2008

### Preparação para 2023
Depois de seu último título, a MUG foi vice-campeã três vezes seguidas, em 2019, 2020, e 2022, quando o carnavalesco Osvaldo Garcia se desligou da agremiação, e voltou para a Unidos de Jucutuquara. Nisso, a escola anuncia a volta de Petterson Alves, que logo anunciou o enredo para 2023, dizendo que iriam abordar a história do município de Colatina.
Seu samba, seria composto mais uma vez por Dudu Nobre e Diego Nicolau. 

## Julgamento oficial
A MUG ganhou com apenas 2 décimos de diferença da vice-campeã Unidos de Jucutuquara que teria sido campeã e quebraria um jejum de 14 anos sem títulos, mas foi penalizada em 3 décimos e perdeu pontos no julgamento oficial irregularmente. A agremiação alegou que os jurados julgaram coisas que ocorreram fora do campo de visão deles, e de acordo com o regulamento, é estritamente proibido que isso ocorra. 
A Mocidade não foi penalizada, e sua menor nota foi 9,7. 
|              |              |              |                              |                              |                              |         |         |         |          |          |          |                      |                      |                      |                    |                    |                    |           |           |           |          |          |          |        |        |        | Total |
| Samba-Enredo | Samba-Enredo | Samba-Enredo | Mestre-Sala e Porta-Bandeira | Mestre-Sala e Porta-Bandeira | Mestre-Sala e Porta-Bandeira | Bateria | Bateria | Bateria | Harmonia | Harmonia | Harmonia | Alegorias e Adereços | Alegorias e Adereços | Alegorias e Adereços | Comissão de Frente | Comissão de Frente | Comissão de Frente | Fantasias | Fantasias | Fantasias | Evolução | Evolução | Evolução | Enredo | Enredo | Enredo |       |
| J1           | J2           | J3           | J1                           | J2                           | J3                           | J1      | J2      | J3      | J1       | J2       | J3       | J1                   | J2                   | J3                   | J1                 | J2                 | J3                 | J1        | J2        | J3        | J1       | J2       | J3       | J1     | J2     | J3     |       |
| 9,9          | 9,9          | 9,7          | 10,0                         | 10,0                         | 10,0                         | 10,0    | 10,0    | 10,0    | 9,9      | 10,0     | 10,0     | 10,0                 | 10,0                 | 10,0                 | 10,0               | 9,9                | 10,0               | 9,9       | 10,0      | 9,9       | 10,0     | 10,0     | 10,0     | 9,7    | 9,9    | 9,9    | 179,5 |